# 하시모토 레이카
하시모토 레이카(일본어: 橋本 麗香, 1980년 12월 25일~)는 일본의 배우이다. 도쿄도 네리마구 출신이다. 스페인인과 일본인 혼혈이다.

## 약력
10살부터 모델·아역으로 활동했다. 1996년에 TV 아사히 계열 특수촬영 드라마인 《B-파이터 가부토》에서 소피 빌레누브 역을 호연했고, 1997년에는 TBS 계열의 심야 버라이어티 채널 《원더풀》에서 원갤의 한 명으로 리포터를 맡았다.

## 출연

### 드라마
- 목요괴담 MMR 미확인 비행 물체 (1996년 4월 - 9월, 후지 TV 계열)
- B-파이터 가부토 (1996년 10월 - 1997년 2월, TV 아사히) - 소피 빌레누브 / B-파이터 아게하 (목소리) 역
- 사랑이란 사치가 내게 떨어져 내린 것일까? (2012년 3월 - 4월, 후지 TV TWO) - 신모리 미미 역
- 미야베 미유키 4주 연속 “극상” 미스터리 최종밤 〈레벨 7〉 (2012년, TBS TV)
- 숨도 쉴 수 없는 여름 (2012년 7월 - 9월, 후지 TV 계열) - 아베카와 에리 역